# Ultimo volo
Ultimo Volo - Orazione civile per Ustica è un album di Pippo Pollina.

## Info
Musica, testi di canzoni e monologhi di Pippo Pollina.
Arrangiamenti e orchestrazioni di Peter George Rebeiz. Rilettura e correzione testi di Sebastiano Gulisano.
Registrato dal vivo il 27 giugno 2007 al Teatro Manzoni di Bologna in occasione dell'inaugurazione del Museo per la Memoria della Strage di Ustica.
Nel 2010 l'album è stato ripubblicato e venduto assieme a Novembre, del poeta Domenico Cipriano, silloge dedicata al terremoto dell'Irpinia del 1980.

## Tracce
1. Ouverture (2.54)
2. Volare è un'arte (4.49)
3. Canzone prima (5.44)
4. Negli abissi (2.55)
5. Canzone seconda (3.22)
6. Pratica di Mare (2.51)
7. Canzone terza (3.37)
8. A tu per tu con il Mig (2.32)
9. Canzone quarta (4.51)
10. Verso Bologna (2.35)
11. Canzone quinta (4.45)
12. Simulacro (2.42)
13. Canzone sesta (7.26)
14. Finale (6.30)

## Musicisti
- Pippo Pollina: voce, pianoforte e chitarra
- Manlio Sgalambro: voce narrante

Palermo Acoustic Quartet:
- Enzo Sutera: chitarre
- Gaspare Palazzolo: sassofoni e flauto traverso
- Luca Lo Bianco: contrabbasso
- Toti Denaro: batteria e percussioni
- Archi della Filarmonica Arturo Toscanini - direttore Dimitri Jurowski